# Дёржанские карелы
Дёржанские, дёржинские, погорельские или зубцовские карелы — группа тверских карелов, проживающая в Зубцовском районе Тверской области, преимущественно в Погорельском сельском поселении, на берегу реки Дёржа. Говорят на дёржанском говоре тверского диалекта карельского языка, который сохраняет взаимопонятность с собственно-карельским наречием. В начале XXI века несколько дёржанских карелов проживали в деревнях Новое, Васильевское и Семёновское.

## История
На сегодняшний день нет специальных исследований, посвящённых истории дёржанских карелов.
Как и предки других карелов, проживавших и проживающих вне Карелии, предки дёржанских карелов переселились из Корельского уезда после Столбовского мира. Исследователи называют разные причины массовой миграции карелов от шведской власти на опустевшие в результате Смуты русские земли.

По словам А. Пунжиной, особенности говора дёржанских карелов указывают на их раннее обособление от остальных карелов. У дёржанских карелов существует предание о том, что их предки были поселены в Зубцовском уезде в после того, как они были проиграны в карты помещиком. В «Списке населённых мест Российской империи. Т. XLIII. Тверская губерния» 1862 года под редакцией И. И. Вильсона содержится одно из первых упоминаний дёржанских карелов: 
«Затем ещё небольшая Корельская колония находится на юге, в Зубцовском уезде, близ р. Дёржи. Зубцовские Корелы утверждают, что предки их выселились из Медынского уезда Калужской губернии, говорят даже, что у них есть старики, которые помнят то время, когда здешние Корелы ездили в гости к родственникам в Медынском уезде. Но в настоящее время Корел в Калужской губернии нет и потому это предание или относится к весьма отдалённому времени, или лишено всякого основания»

Таким образом, по утверждениям дёржанских карелов, они имели родственные связи с ассимилированными медынскими карелами, проживавшими в Медынском уезде Калужской губернии.
В 1873 году, по сведениям Д. И. Рихтера, карелы проживали в деревнях Александрово, Ботино (Марьино), Васильевской, Введенской, Галахово, Матюгино, Новой, Семёновской и селе Ивановском Ивановской волости Зубцовского уезда.
Великая Отечественная война сильно повлияла на дёржанских карелов. В 1942 году на протяжении нескольких месяцев линия фронта проходила по реке Дёрже. В результате боевых действий несколько карельских деревень были уничтожены. В 1940—1950 годах ассимилятивные процессы резко ускорились, поскольку карелы перестали учить своих детей родному языку из-за негативного отношения русских к карелам.

## Язык
Говор дёржанских карелов в силу их компактного расселения является довольно однородным. Дёржанский говор тверского диалекта карельского языка отличается большим влиянием со стороны русского языка и наличием в то же время архаичных карельских слов, незнакомых остальным карелам, например ažie («ажье», ружьё) и uroš («урош», муж). Также в речи дёржанских карелов наблюдается выпадение гласных из середины и конца слов (синкопа и апокопа), например: држ.: akk ‘старуха’, kyl’ ‘деревня’ / ʻбаняʼ; hambhat ‘зубы’, šantah ‘они говорят’; тлм., всг.: akka, kylä / kyly; hambahat, šanotah. Эти особенности возникли, вероятно, под воздействием местных русских говоров.
Исключительной особенностью дёржанского диалекта является расширение восходящих дифтонгов относительно других говоров тверского диалекта карельского языка: напр., тлм., всг.: tuodih ʻони принеслиʼ, yö ʻночьʼ, vielä ʻещёʼ, pieluš ʻподушкаʼ; држ.: tuadih, yä, viäl’, pialuš.

## Численность
Точная численность дёржанских карелов неизвестна.
В 1926 году численность карелов в Зубцовском уезде составляла 1809 человек, в 1989 — 60. По оценкам Пунжиной, на рубеже XX—XXI веков дёржанских карелов насчитывалось не более 30 человек. В 2018 году носителей дёржанского говора карельского языка в трёх деревнях Зубцовского района насчитывалось около 5 человек. Во время экспедиции 2022 года исследователи обнаружили в деревнях на реке Дёрже 3 носителей карельского языка.

## История изучения
Впервые дёржанских карелов исследовал финский лингвист Ю. Куйола в 1912 году. Позже в дёржанскую Карелию приезжали российские этнографы, лингвисты и историки Г. С. Маслова, Ю. С. Елисеев, Г. Н. Макаров, А. В. Пунжина, А. А. Бландов, И. П. Новак, а также П. Пальмеос и Я. Йыспуу из Эстонии. В результате этих полевых исследований было опубликовано несколько сборников с образцами речи дёржанских карелов. В 1995 году вышел морфологический словарь дёржанского говора карельского языка.